# James Rowland
Sir James Anthony (Jim) Rowland (1 de novembro de 1922 – 27 de maio de 1999) foi um militar e marechal do ar da Real Força Aérea Australiana (RAAF), servindo como Chefe do Estado-Maior (CAS) da Força Aérea de 1975 a 1979. Ele ocupou o cargo de governador de Nova Gales do Sul de 1981 a 1989 e foi chanceler da Universidade de Sydney de 1990 a 1991.
Nascido na zona rural de Nova Gales do Sul, Rowland interrompeu os seus estudos de engenharia aeronáutica na Universidade de Sydney para ingressar na RAAF em 1942. Ele foi enviado para a Grã-Bretanha e serviu como piloto de bombardeiros com os Pathfinders na guerra aérea sobre a Europa, sendo condecorado com a Cruz de Voo Distinto em 1944. No ano seguinte, ele foi forçado a saltar da sua aeronave sobre a Alemanha após uma colisão com outra aeronave aliada, e passou o resto da guerra como prisioneiro.
Após a repatriação e desmobilização, Rowland obteve o seu diploma de engenharia e voltou para a RAAF. Ele tornou-se um piloto de testes, servindo e mais tarde comandando a Unidade de Pesquisa e Desenvolvimento de Aeronaves na década de 1950, sendo também um oficial sénior de engenharia, estando intimamente envolvido nos preparativos para a entrega à Austrália do caça supersónico Dassault Mirage III na década de 1960. Em 1972 ele foi promovido a vice-marechal do ar e tornou-se Membro do Ar para Serviços Técnicos, mantendo este cargo até à sua elevação a marechal do ar e nomeação como CAS em março de 1975. Ele foi o primeiro oficial de engenharia a liderar a RAAF e o primeiro homem a comandá-la pessoalmente num sentido legal, após a abolição do Australian Air Board em 1976. Cavaleiro em 1977, Rowland aposentou-se da força aérea em 1979 e tornou-se governador de Nova Gales do Sul em janeiro de 1981. Mais tarde, foi nomeado Companheiro da Ordem da Austrália, em 1987. Aposentando-se do cargo de governador em 1989, ele ocupou um lugar em vários conselhos, bem como a Chancelaria da Universidade de Sydney.

## Início da vida e Segunda Guerra Mundial

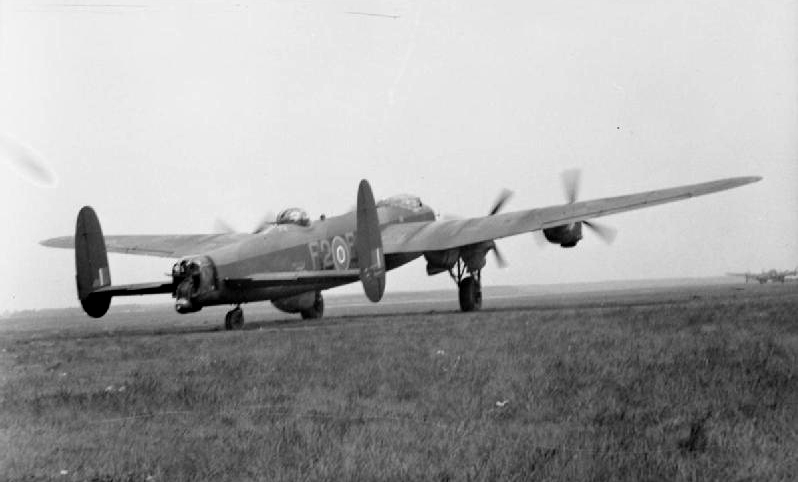
Lancaster do Esquadrão N.º 635 da RAF, maio de 1945

Rowland nasceu em Armidale, Nova Gales do Sul, no dia 1 de novembro de 1922. Ele era filho de Louis Rowland, comandante da Marinha Real Australiana, e de sua esposa Elsie. Jim demonstrou um fascínio pela aviação desde tenra idade, esculpindo modelos de aviões em madeira. Crescendo com os seus três irmãos nos 3,000 acres (1,200 ha) de propriedade rural, foi educado por correspondência antes de completar o ensino secundário em Cranbrook, Sydney. Rowland entrou na Universidade de Sydney para estudar engenharia aeronáutica, mas saiu em maio de 1942 para se alistar na Real Força Aérea Australiana (RAAF) como piloto, sob o Esquema de Treino Aéreo do Império. No início de 1943 ele passou por treino de voo de serviço no Canadá. Ele foi então comissionado como oficial piloto em julho e enviado para a Grã-Bretanha, onde se especializou nos bombardeiros pesados Handley Page Halifax e Avro Lancaster.
Rowland foi designado para a Pathfinder Force, que marcava alvos para outras aeronaves em missões estratégicas de bombardeamento sobre a Europa. Considerado um piloto excepcional, tornou-se um bombardeiro mestre do Esquadrão N.º 635 da RAF em 1944. Como um bombardeiro mestre, o seu papel era chegar à frente da principal força aliada, verificar se os sinalizadores que marcavam o alvo estavam no lugar e alertar os seus companheiros se estivessem a bombardear de forma imprecisa. O Esquadrão N.º 635 operava bombardeiros pesados Lancaster, um tipo que, Rowland lembrou, "perdoaria os pilotos novatos que faziam as coisas mais ultrajantes com ele, e até os levaria de volta para casa com grandes pedaços da fuselagem destruída".
Tendo sido promovido a tenente de voo interino, Rowland estava numa missão para atacar Düsseldorf em dezembro de 1944, quando perdeu um dos seus motores. Ele, no entanto, continuou até ao alvo onde, devido à sua altitude abaixo do normal, a sua aeronave foi seriamente danificada pelo fogo antiaéreo antes e depois de lançar as suas bombas. Conseguindo levar o seu avião de volta à base, ele foi recomendado para a Cruz de Voo Distinto em reconhecimento da sua "grande determinação e devoção ao dever"; a condecoração foi promulgada no London Gazette a 16 de fevereiro de 1945. Em janeiro de 1945, o Lancaster de Rowland colidiu com um bombardeiro canadiano sobre Frankfurt, e ele teve que escapar da aeronave juntamente com a sua tripulação sobrevivente. Capturado e mantido pela Gestapo em confinamento solitário, ele estava programado para ser executado, mas foi salvo por dois oficiais da Luftwaffe que souberam da sua situação. Levaram-no para um campo de prisioneiros de guerra, onde permaneceu até ser repatriado no final das hostilidades. Nenhum membro da tripulação de Rowland sobreviveu à guerra e, embora acreditasse ter feito tudo o que podia para salvá-los, ele sofreu com a culpa de sobrevivente.

## Carreira na RAAF no pós-guerra

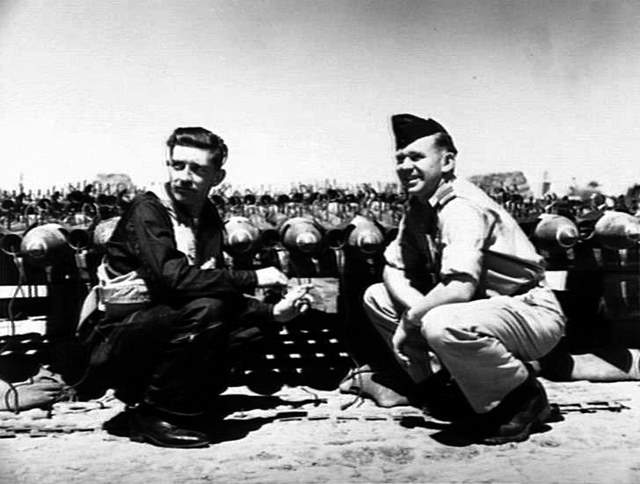
Rowland (à direita) na sua visita a Kimpo, Coreia do Sul, em abril de 1953, com um piloto do Esquadrão N.º 77

A comissão de Rowland chegou ao fim em novembro de 1945. Regressando à Austrália, ele retomou os seus estudos na Universidade de Sydney e completou a sua formação académica, antes de se juntar à RAAF como membro do seu recém-formado ramo técnico em 1947. Em 1949, foi enviado para a Grã-Bretanha para frequentar a Escola de Pilotos de Teste do Império. Em 1952, ele foi nomeado piloto chefe de testes da Unidade de Pesquisa e Desenvolvimento de Aeronaves (ARDU) na Base aérea de Laverton, Victoria. Rowland liderou programas de teste que envolveram muitos dos primeiros jatos da força aérea, como o Gloster Meteor, o de Havilland Vampire, o English Electric Canberra e o CAC Sabre. Promovido a líder de esquadrão, ele foi condecorado com a Cruz da Força Aérea pelas suas realizações de voo de teste; a condecoração foi anunciada no dia 1 de janeiro de 1955. Casou-se com Faye Doughton a 20 de abril de 1955, e o casal teve uma filha, Anni.
Rowland frequentou o RAAF Staff College, em Point Cook, em 1956. Promovido a comandante de asa, assumiu o comando da ARDU de novembro de 1956 a junho de 1959. Em 1957 Rowland levantou preocupações de que o avião supersónico Lockheed F-104 Starfighter, apresentado como um substituto multifuncional para o Sabre, era inadequado para qualquer finalidade, exceto intercepção. O Ministro da Defesa, Sir Philip McBride, chegou a uma conclusão semelhante e manteve o Sabre em serviço na linha de frente até que uma aeronave mais adequada pudesse ser escolhida, ou seja, o caça de asa delta Dassault Mirage III. De 1961 a 1964, Rowland ficou baseado em Paris, como Oficial de Estado-Maior Técnico da equipa da RAAF, preparando-se para aceitar o Mirage no serviço australiano. Em contraste com a maioria dos membros da equipa, ele mostrou um talento para o idioma e no seu segundo ano já estava a presidir a reuniões em francês com engenheiros da Dassault. Após regressar à Austrália, ele foi colocado na Diretoria de Engenharia de Aeronaves do Departamento de Ar, em Camberra, responsável pela supervisão técnica contínua do Mirage.

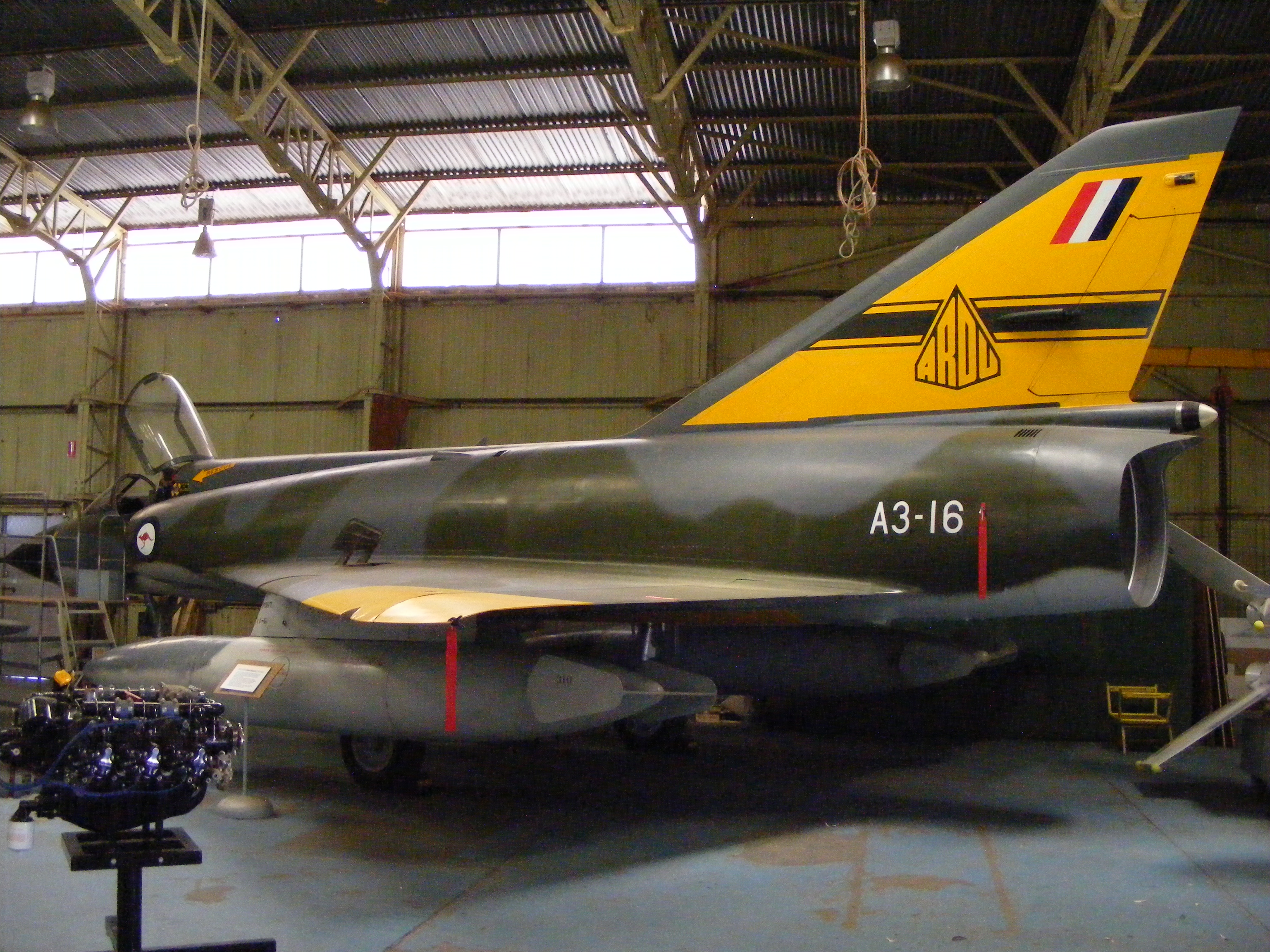
Caça Mirage da RAAF

Em dezembro de 1966, Rowland tornou-se comandante do Depósito de Aeronaves N.º 3 na Base aérea de Amberley, Queensland, com o posto de capitão de grupo; a sua promoção foi substantiva em novembro de 1967. Depois de completar o seu mandato no Depósito em janeiro de 1969, Rowland foi nomeado Oficial Sénior do Estado-Maior de Engenharia na Sede do Comando Operacional em Glenbrook, Nova Gales do Sul. Em 1971 foi enviado para a Grã-Bretanha para frequentar o Royal College of Defense Studies, em Londres. De volta à Austrália, ele foi Diretor-geral de Engenharia de Aeronaves antes de ser promovido a vice-marechal do ar para servir como Membro do Ar para Serviços Técnicos (AMTS), o cargo de engenharia sénior da RAAF, em novembro de 1972. O AMTS ocupava um assento no Australian Air Board, o órgão de controlo do serviço que era presidido pelo Chefe do Estado-Maior da Força Aérea (CAS).
Em março de 1975 Rowland foi promovido a marechal do ar e assumiu o lugar do marechal do ar Charles Read como CAS, tornando-se no primeiro nomeado para o cargo que se juntou à RAAF após o início da Segunda Guerra Mundial. Ele também foi o primeiro oficial de engenharia a liderar a RAAF, e foi selecionado em vez de um vice-marechal aéreo mais graduado por influência pessoal do Secretário de Defesa, Sir Arthur Tange. O CAS era, no entanto, obrigado a ser um membro do ramo de tripulantes da força aérea, de modo que Rowland, ainda um piloto qualificado, tenho tido que se transferir do Ramo Técnico para o Ramo de Deveres Gerais. Logo em seguida, foi retirada a estipulação para que o CAS tivesse que ser membro do Ramo de Deveres Gerais.

1. Faça o que fizer, vai custar mais, e quanto mais tarde você o fizer, mais vai custar
2. Nunca há fios suficientes e, se houver, eles estão nos lugares errados
3. Qualquer que seja a sua escolha, agora há uma melhor disponível
4. As aeronaves sempre ficam mais pesadas

—As quatro "leis imutáveis" da aquisição de aeronaves proferidas pelo comandante de asa Rowland, num discurso para a Royal Aeronautical Society, Camberra, 1965.
Em 1976, Rowland tornou-se no primeiro CAS a comandar pessoalmente a RAAF num sentido legal, após a dissolução do Air Board, uma consequência da reorganização da defesa impulsionada pelo "relatório Tange " de 1973, que recomendava a racionalização departamental. Um novo Comité Consultivo do Estado-Maior da Aeronáutica (CASAC) foi estabelecido, mas não havia nenhuma exigência para que o CAS aceitasse o seu conselho. De acordo com o historiador Alan Stephens, Rowland considerou que a "sabedoria coletiva" representada pelo Air Board havia sido geralmente benéfica para a RAAF, e acreditava que a nova organização levou à "'paralisia e arrogância da tomada de decisões', e à construção de impérios na componente de serviço". Embora conhecido como um membro forte do comité que gostava de uma boa troca de argumentos, ele descobriu que "o simples tempo despendido na participação de reuniões tornava muito difícil [para ele] dirigir a Força Aérea 'do jeito que [ele] queria'". Para facilitar a geração cruzada de ideias sobre o poder aéreo entre oficiais superiores, ele inaugurou um simpósio anual do CAS. Durante o seu mandato como CAS, Rowland reorientou as prioridades da RAAF de acordo com a política de Defesa da Austrália, que havia sido adoptada pelo governo no início da década de 1970. Como resultado, ele colocou a maior ênfase na proteção da Austrália contra ataques aéreos, seguido pela realização de ataques aéreos a alvos em outros países e apoio ao Exército e à Marinha.
Em 11 de junho de 1977 Rowland foi nomeado Cavaleiro Comandante da Ordem do Império Britânico na divisão militar. Em julho do mesmo ano, foi agraciado com a Medalha Nacional com First Clasp, concedida "por diligente e prolongado serviço à comunidade". O mandato original de três anos de Rowland como CAS foi estendido por um ano. Ele aposentou-se da força aérea em março de 1979, sendo sucedido pelo seu vice e ex-colega no RAAF Staff College, o vice-mareshal do ar Neville McNamara.

## Governador e vida posterior
Depois de deixar a força aérea, Rowland continuou a viver em Camberra, prestando consultoria em tempo parcial para a empresa de armas francesa Ofema. No final de 1980, ele foi recomendado pelo governo do primeiro-ministro Neville Wran para servir como o próximo governador de Nova Gales do Sul, substituindo Sir Roden Cutler. Rowland admitiu que não tinha "a menor ideia" do motivo pelo havia sido escolhido e pensou que "deve haver muitas pessoas que poderiam fazê-lo muito melhor do que eu". Ele viu o papel como representante do monarca em Nova Gales do Sul como ajudando a fornecer "um vínculo valioso com uma parte mais antiga do mundo". Wran, por sua vez, teria escolhido Rowland em grande parte com base na sua personalidade envolvente; também foi dito que o primeiro-ministro preferia militares para cargos de vice-rei porque "sabiam receber ordens". Rowland foi devidamente nomeado pela Rainha Elizabeth II a 20 de janeiro de 1981. Ao assumir o cargo, declarou que desejava ser visto como um "homem do povo". Para isso, abriu a Casa do Governo ao público com mais frequência e também estendeu os convites para funções oficiais a uma gama mais ampla da sociedade do que anteriormente.
Como Governador de Nova Gales do Sul e, portanto, o governador sénior do estado, Rowland manteve uma comissão inativa para servir como Administrador da Commonwealth e Comandante-em-chefe da Força de Defesa Australiana durante as ausências do Governador geral, funções que desempenhou seis vezes enquanto cumpria o seu mandato. Numa dessas ocasiões, ele foi obrigado a demitir um antigo colega, o vice-marechal do ar James Flemming, do cargo de diretor do Memorial de Guerra Australiano, em Camberra, depois de o governo ter perdido a fé na capacidade de Flemming de gerir adequadamente o Memorial. Rowland serviu como um dos árbitros de Flemming quando este se candidatou para dirigir o Memorial em 1982. O jornalista e funcionário público Evan Williams também creditou a Rowland como "o primeiro denunciante do Vice-Real" por alertar o governo de Wran para um número incomum de pedidos de libertação antecipada de prisioneiros que ele estava sendo solicitado a assinar pelo Ministro de Serviços Corretivos Rex Jackson. As investigações iniciadas pelas consultas de Rowland revelaram que Jackson estava a receber dinheiro de criminosos por usar indevidamente o esquema de libertação antecipada. Forçado a renunciar, Jackson foi posteriormente acusado de corrupção e preso.
Rowland foi premiado com um doutorado honorário em Engenharia pela Universidade de Sydney em 1983, e também nomeado Cavaleiro da Ordem de São João. Ele foi Comodoro do ar Honorário do Esquadrão N.º 22 de 1981 a 1989, e Coronel Honorário do Real Regimento de Nova Gales do Sul de 1985 a 1989. No dia 26 de janeiro de 1987 ele foi investido como Companheiro da Ordem da Austrália por "serviço à Coroa e ao povo de Nova Gales do Sul". Na Câmara Municipal de Sydney, a 3 de outubro daquele ano, ele recebeu a saudação dos veteranos do Vietname durante a sua "Marcha de Boas-Vindas ao Casa" oficial. O seu governo coincidiu com as celebrações do Bicentenário Australiano em 1988. Um governador popular, Rowland foi considerado pelos seus primeiros-ministros trabalhistas como "um par de mãos seguro". O seu mandato original de quatro anos foi prorrogado duas vezes, cada vez por dois anos, pelas administrações Wran e Unsworth. No dia 27 de abril de 1988 Rowland abriu o Quadragésimo Nono Parlamento de Nova Gales do Sul com um novo primeiro-ministro, Nick Greiner, cujo Partido Liberal havia derrotado os trabalhistas nas eleições de março. Em novembro daquele ano, ele teve a chance de voar num dos recém-adquiridos F/A-18 Hornets da RAAF, pilotado pelo comandante de asa (mais tarde vice-marechal do ar) John Kindler. Rowland foi sucedido no dia 20 de janeiro de 1989 pelo contra-almirante Sir David Martin. Depois de se aposentar do governo, Rowland serviu como Presidente da Royal Humane Society, como Chanceler da Universidade de Sydney de 1990 a 1991, e como membro do Conselho de Polícia de 1989 a 1992. Ele também foi membro de conselhos de várias empresas privadas, incluindo Angus &amp; Coote e Thomson-CSF Pacific Holdings, e presidente da Fundação Aeroespacial da Austrália de 1992 até à sua morte em Sydney, no dia 27 de maio de 1999. Sir James Rowland deixou a sua esposa e filha, e foi-lhe concedido um funeral de estado.
Em 2016 o Centro de Desenvolvimento do Poder Aéreo da RAAF e o Centro Australiano para o Estudo de Conflitos Armados e Sociedade da Universidade de Nova Gales do Sul estabeleceram em conjunto o Seminário de Poder Aéreo Sir James Rowland para promover "uma compreensão ampliada das origens, evolução, aplicação e representação do poder aéreo no interesse nacional".